# Oimara
Benedikt Hafner (Tegernsee, 6 februari 1992), beter bekend onder zijn artiestennaam Oimara, is een Duits singer-songwriter.

## Vroegere leven
Hafner werd geboren in Tegernsee en groeide op in Hafner-Alm, een bergweide gerund door zijn ouders. Aldaar hadden ze een restaurant en een dierenopvangcentrum. Op zeventienjarige leeftijd verhuisde Hafner naar Mallorca om daar als chef aan de slag te gaan. Hij studeerde hotelmanagement. Na vier jaar keerde Hafner echter terug naar zijn geboorteland om als singer-songwriter aan de slag te gaan. Hij begon met het schrijven van liedjes onder de artiestennaam "Oimara", wat Beiers is voor 'Almerer', wat staat voor iemand die uit de Alpen komt. Oimara schrijft vooral nummers in het Beierse dialect.

## Biografie
Oimara's eerste streamingssucces was de mobiele video van "Bierle in da Sun", die meer dan 1.4 miljoen keer werd gestreamd. Zijn debuutalbum Bierla in da Sun werd uitegracht in 2018 onder het label Bogner Records. In 2020 volgde A Quantum Prost (een stuk uit de James Bondfilm Quantum of Solace) dat beperkte aandacht kreeg tijdens de coronapandemie doordat alle optredens werden geannuleerd. In 2020 bracht Oimara eveneens de titelsong uit van de door Sebastian Schindler geregisseerde komedie Mit dem Rückwärtsgang nach vorn met Otto Anna Maoam.
In 2022 bracht Oimara zijn derde studioalbum Wannabe uit. Na meerdere singles, volgde in 2025 Oimara's doorbraak met de single "Wackelkontakt", dat de eerste plaats wist te behalen in de Duitse Top 100 Singlecharts. Ook werd het de après-ski en carnaval hit van 2025. Ook was het de eerste nummer een hit in Duitsland gezongen in Beiers sinds "Skandal im Sperrbezirk" in 1981 van Spider Murphy Gang. In de Nederlandse Top 40 wist het nummer de veertiende plaats te behalen.

## Discografie

### Nummers met noteringen in een hitlijst
| Lied          | Verschijnen     | Album | Hitlijsten | Hitlijsten | Hitlijsten  | Hitlijsten  | Hitlijsten   | Hitlijsten   | Opmerkingen |
| Lied          | Verschijnen     | Album | BE (VL)    | BE (VL)    | NL (Top 40) | NL (Top 40) | NL (Top 100) | NL (Top 100) | Opmerkingen |
| Lied          | Verschijnen     | Album | Piek       | Weken      | Piek        | Weken       | Piek         | Weken        | Opmerkingen |
| ------------- | --------------- | ----- | ---------- | ---------- | ----------- | ----------- | ------------ | ------------ | ----------- |
| Wackelkontakt | 2 augustus 2024 | —     | —          | —          | 14          | 9           | 4            | 10           |             |

### Albums
- 2018: Bierle in da Sun (Bogner Records)
- 2020: A Quantum Prost (Bogner Records)
- 2022: Wannabe (Stereopolrecords)

### EPs
- 2023: Zebrastreifenpferd (Stereopolrecords)

### Singles
- 2019: "Bussi Baby"
- 2020: "Busheislparty"
- 2020: "Otto Anna Maoam"
- 2021: "Heid is ma wurscht"
- 2021: "Lieblingsdepp"
- 2021: "Seit du weg bist"
- 2021: "Bonzenkarre"
- 2021: "Krass verliebt"
- 2021: "Nie wieder ohne"
- 2021: "Huhnwalk"
- 2022: "An so vui Tag"
- 2022: "Wannabe"
- 2023: "Kissen (The Place to Be)"
- 2023: "Gardasee (Endlich über’n Brenner!)" (with Ringlstetter & Max Kronseder)
- 2023: "Emoji Baby"
- 2023: "Steirisch oder Bayrisch" (with Julian Grabmayer and we lovemelodies)
- 2023: "Canale Grande"
- 2024: "I am aus Bayern"
- 2024: "Cocktailschirm im Arsch"
- 2024: "Onomatopoesie" (with Welovemelodies)
- 2024: "Wackelkontakt"
- 2024: "Es duad ma leid Mama"
- 2024: "Veni Vidi Vici"
- 2024: "Geile Nacht"
- 2024: "Wla Wla Wla"
- 2024: "Dubaischokolade"